# Provinciale weg 347
De provinciale weg 347 (N347) loopt van Ommen naar Haaksbergen dwars door Twente in de Nederlandse provincie Overijssel. De weg is overal uitgevoerd als tweestrooksweg en over de gehele lengte is inhalen niet toegestaan.

## Route
De N347 begint ten noorden van Ommen en vormt een verbinding tussen verschillende (voormalige) rijkswegen. De weg begint bij een afrit van de N340. Via gemeentelijke wegen loopt de weg door Ommen via onder andere de voormalige rijksweg N34. Na Ommen loopt de weg via Lemele richting Hellendoorn en Nijverdal. Hier kruist de weg de N35 en lift hier zelfs een deel mee met de N35. Via de oostkant van Nijverdal vervolgt de route richting Rijssen en sluit aan op de N350 en is hiermee voor enkele kilometers dubbel genummerd. Hierna loopt de weg richting Goor en sluit de weg halverwege aan op de A1 van Amsterdam naar de grens. Bij Goor is de weg wederom dubbel genummerd. Dit keer met de N346. Nadat het Twentekanaal gekruist is vervolgd de weg zijn route via Hengevelde en St. Isidorushoeve naar Haaksbergen waar de weg op de oude rijksweg 15 (N18) eindigde. Sinds de opening van de nieuwe N18 ten noorden van Haaksbergen gaat de N347 met een viaduct over de nieuwe N18 zonder aansluiting.

## Geschiedenis
De wegen die de N347 vormen zijn voor een groot deel oude wegen die de dorpen en steden met elkaar verbonden. Door de jaren heen is de weg bij veel plaatsen (deels) om de plaatsen heen gelegd. Verder zijn delen van de weg in zijn geheel nieuw aangelegd. Zo is het gedeelte tussen de N350 bij Rijssen en de N346 bij Goor in 1974 als provinciale weg S15 geopend. De weg is tegelijkertijd geopend met de A1 die hier destijds eindigde. Initieel was het een autoweg met een maximumsnelheid van 100 kilometer per uur. Tussen de nieuwe A1 en Goor was de weg tot 1979 tevens onderdeel van de internationale route E8 (tegenwoordig E30) van Londen naar Moskou.

## Recente aanpassingen

### Ommen
Tot de opening van de N36 ten noorden van Ommen eindigde de N347 in Ommen bij de N34. De N34 werd overgedragen aan de gemeente en afgewaardeerd. Lange tijd eindigde de weg kort na de Vecht en ging verder als toeristische route. In mei 2018 is geconstateerd dat de weg tegenwoordig al vanaf de N48 (heden N340) bewegwijzerd wordt.

### Hellendoorn/Nijverdal
Rond Hellendoorn is in 2017 een rondweg geopend. De bedoeling is dat deze rondweg in de toekomst nog verlengd zal gaan worden om Nijverdal heen.

### Rijssen
In Rijssen zijn in 2009 verschillende spoorwegovergangen vervangen door tunnels. Dit geldt ook voor de spoorwegovergang in de N350 waar de N347 ter plaatse mee dubbel genummerd is.

### Haaksbergen
Bij Haaksbergen is op 2 mei 2018 de nieuwe N18 geopend. Deze loopt ten noorden van Haaksbergen. De N347 loopt via een viaduct over de nieuwe weg en heeft hier geen aansluiting. De weg is helemaal bewegwijzerd tot de voormalige N18, tegenwoordig de N768.

### Autowegstatus
Tussen Ommen en Hellendoorn en tussen Rijssen en Goor waren delen van de weg als autoweg ingericht. In de loop van de tijd is de gehele N347 buiten de bebouwde kom ingericht als gebiedsontsluitingsweg. Tussen Rijssen en Goor is dit op 26 november 2007 gebeurd.

## Toekomst
De nieuw geopende rondweg om Hellendoorn zal in de toekomst waarschijnlijk verlengd worden.

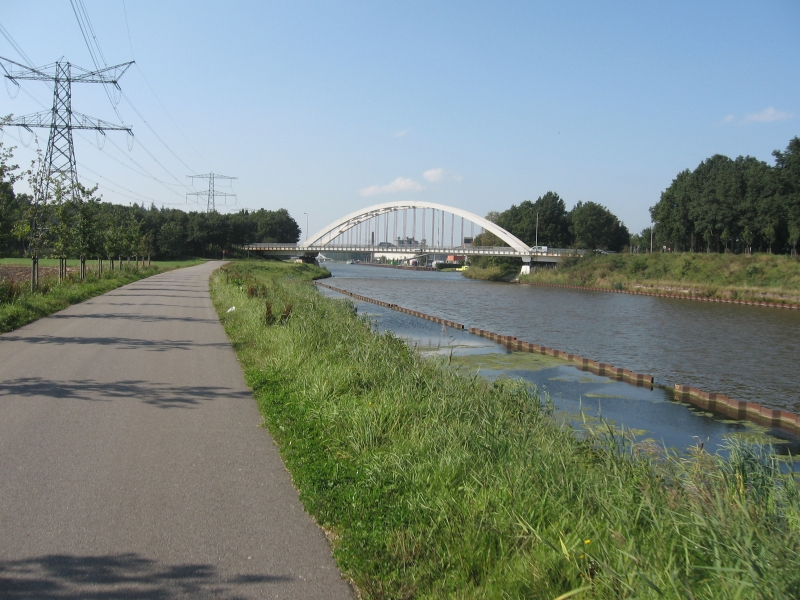
De N347 ter hoogte van de brug over het Twentekanaal bij Goor.

N23 · N34 · N224 · N225 · N229 · N233 · N271 · N301 · N302 · N303 · N304 · N305 · N306 · N307 · N308 · N309 · N310 · N311 · N312 · N313 · N314 · N315 · N316 · N317 · N318 · N319 · N320 · N322 · N323 · N324 · N325/A325 · N326/A326 · N327 · N329 · N330 · N331 · N332 · N333 · N334 · N335 · N336 · N337 · N338 · N339 · N340 · N341 · N342 · N343 · N344 · N345 · N346 · N347 · N348/A348 · N349 · N350 · N351 · N352 · N375 · N377

N418 · N701 · N702 · N703 · N704 · N705 · N706 · N707 · N708 · N709 · N710 · N711 · N712 · N713 · N714 · N715 · N716 · N717 · N718 · N719 · N720 · N727 · N731 · N732 · N733 · N734 · N735 · N736 · N737 · N738 · N739 · N740 · N741 · N742 · N743 · N744 · N745 · N746 · N747 · N748 · N749 · N750 · N751 · N752 · N753 · N754 · N755 · N756 · N757 · N758 · N759 · N760 · N761 · N762 · N763 · N764 · N765 · N766 · N768 · N781 · N782 · N783 · N784 · N785 · N786 · N787 · N788 · N789 · N790 · N791 · N792 · N793 · N794 · N795 · N796 · N797 · N798 · N800 · N801 · N802 · N803 · N804 · N805 · N806 · N810 · N811 · N812 · N813 · N814 · N815 · N816 · N817 · N818 · N819 · N820 · N821 · N822 · N823 · N824 · N825 · N826 · N827 · N830 · N831 · N832 · N833 · N834 · N835 · N836 · N837 · N838 · N839 · N840 · N841 · N842 · N843 · N844 · N845 · N846 · N847 · N848 · N852 · N855

Cursief vermelde wegen zijn voormalige provinciale wegen.